# Ákra Achláda
Ákra Achláda är en udde i Grekland.   Den ligger i regionen Sydegeiska öarna, i den sydöstra delen av landet, 210 km sydost om huvudstaden Aten.
Terrängen inåt land är platt åt nordost, men åt nordväst är den kuperad. Havet är nära Ákra Achláda söderut.  Närmaste större samhälle är Íos, 12,6 km nordväst om Ákra Achláda. 